# PURB
La proteína activadora de la transcripción Pur-beta es una proteína que en humanos está codificada por el gen PURB .
Este producto génico es una proteína de unión a ADN monocatenaria de secuencia específica. Preferentemente, se une a la hebra única del elemento rico en purina denominado PUR, que está presente en los orígenes de la replicación y en las regiones flanqueantes de genes en una variedad de eucariotas desde levaduras hasta seres humanos.
Por tanto, está implicado en el control tanto de la replicación como de la transcripción del ADN. La deleción de este gen se ha asociado con el síndrome mielodisplásico y la leucemia mielógena aguda.